# Писидийский язык
Писидийский язык — исчезнувший язык, распространённый в эпоху античности в Писидии — регионе Малой Азии. Представлен несколькими десятками кратких надписей. Вероятно, является ближайшим родственником ликийского и сидетского языков, однако отмечаются многочисленные фригийские заимствования: по одной из версий, писидийский язык мог быть креольским (смешанным анатолийско-фригийским).

## Источники

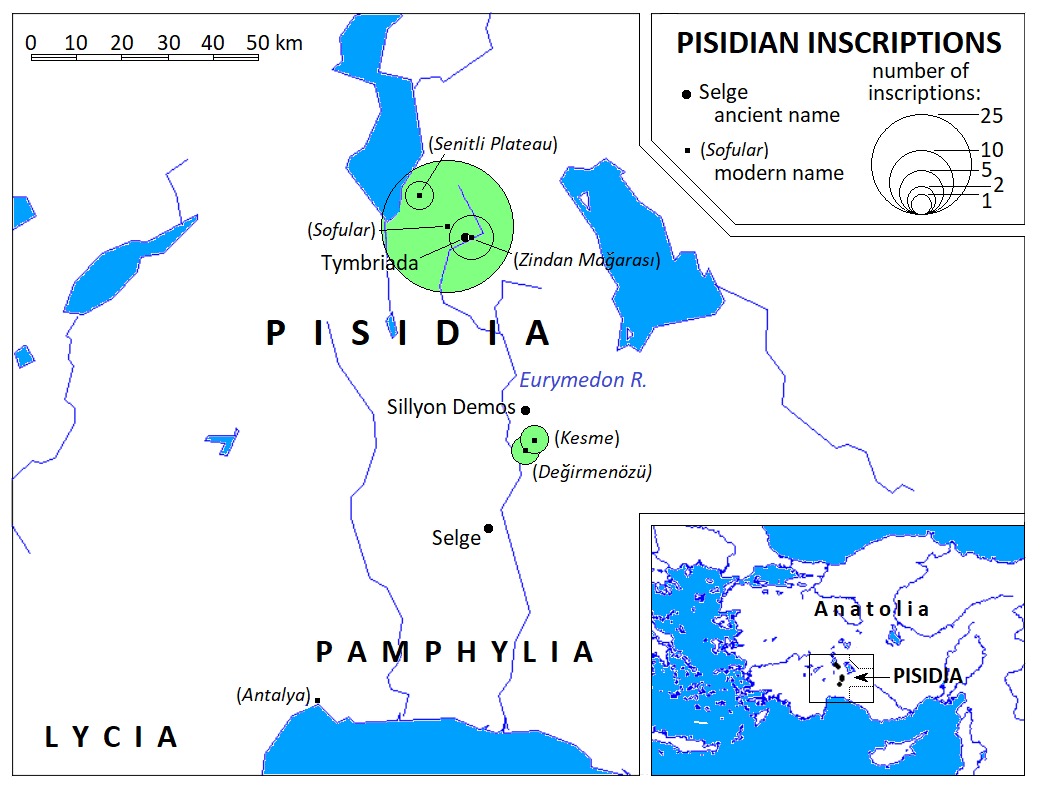
Карта, показывающая локализованность писидийских надписей.

## Письменность
Писидийский записывался слева направо модифицированным греческим алфавитом, в котором отсутствовали буквы Φ, Χ, Ψ (возможно, также Θ), но имелись F и И, обозначавшие звук /w/ или /v/. На обнаруженных позже надписях есть ещё два символа, 𐋌 и ╪ ; неясно, являются они вариантами других литер или самостоятельными фигурами (скажем, для редких сибилянтов). Слова не отделялись друг от друга.
Типичный пример эпитафии (к рельефу, изображающему двух мужчин и женщину в покрывале):
ΔΩΤΑΡΙΜΟΣΗΤΩΣΕΙΗΔΩΤ / ΡΙΣΔΩΤΑΡΙΕΝΕΙΣ
Δωταρι Μοσητωσ Ειη Δωτ<α>ρισ Δωταρι Ενεισ
[Здесь лежат] Дотари[, сын] Мосето; Эйе[, дочь] Дотари; [и] Дотари[, сын] Энея
Допускается мысль, что конец строки скомпонован иначе, как Δωταριε Νεισ, и имя второго Дотари стоит в дательном падеже. Ειη может быть аналогичной падежной формой (= Ειε-ε). Тогда трактовка следующая:
Дотари[, сын] Мосето[, сделал это надгробие] Эйе[, дочери] Дотари [и] Дотари[, сыну] Нея

## Грамматика
Из-за однообразности текстов о грамматике известно мало. Подтверждены именительный и родительный падежи, существование дательного спорно:
| Падеж         | Окончание | Пример      |
| ------------- | --------- | ----------- |
| Именительный  | -Ø        | ΔΩΤΑΡΙ      |
| Дательный (?) | -e (?)    | ΔΩΤΑΡΙΕ (?) |
| Родительный   | -s        | ΔΩΤΑΡΙΣ     |

Про глагол и остальные части речи сказать ничего нельзя — свежий материал, теоретически проливающий на них свет, пока не удалось расшифровать.

## Лексика
Имя Δωτάρι с долей вероятности происходит от индоевропейского корня *dʰugh₂tḗr ("дочь"), но поскольку оно присваивалось мальчикам, эта этимология под вопросом.

## Для дальнейшего чтения
- Bean, G. E. “Notes and Inscriptions from Pisidia. Part I”. In: Anatolian Studies 9 (1959): 67–117. https://doi.org/10.2307/3642333.
- Bean, G. E. “Notes and Inscriptions from Pisidia. Part II”. In: Anatolian Studies 10 (1960): 43–82. https://doi.org/10.2307/3642429.
- Shafer, Robert. “‘Pisidian’.” In: The American Journal of Philology 71, no. 3 (1950): 239–70. https://doi.org/10.2307/292155.